# Myopias mayri
Myopias mayri is een mierensoort uit de onderfamilie van de Ponerinae. De wetenschappelijke naam van de soort is voor het eerst geldig gepubliceerd in 1932 door Donisthorpe.